# Wapen van Nijmegen
Het wapen van Nijmegen is het wapen van de gemeente Nijmegen, waarvan de basis in de middeleeuwen ligt. De dubbelkoppige adelaar stamt ook uit deze tijd; in het jaar 1230 verkreeg de stad het recht om deze adelaar op het wapen te voeren. In 1247 verpandde Graaf Willem II, graaf van Holland en Rooms-Koning, Nijmegen aan de graaf van Gelre. Omdat het pand nooit is ingelost bleef Nijmegen een Gelderse plaats. Hierdoor vertoont het wapen de Gelderse leeuw op het hartschild. En zijn de schildhouders ook Gelders. Op 20 juli 1816 maakt de Hoge Raad van Adel het wapen pas officieel.

## Geschiedenis
Nijmegen kreeg in 1230 stadsrechten van Hendrik VII, rooms-koning. Uit diens hoofde verkreeg de stad ook het recht om de tweekoppige adelaar te voeren als wapen. Dit gebeurde pas na het jaar 1300. In 1242 vertoonde de stadszegel een gekanteeld kasteel met 3 torens. In de poort van het kasteel staat een keizer, deze wordt ten halve lijve getoond. De keizer houdt ook regalia vast, zijn voeten rusten op twee leeuwen.
In 1247 verpandde Graaf Willem II de stad Nijmegen aan Otto II de graaf van Gelre. Omdat het pand nooit is ingelost is Nijmegen sindsdien een Gelderse stad gebleven. Symbolen zoals de Gelderse leeuw op het hartschild en de twee schildhouders in de vorm van Gelderse leeuwen tonen dit. Een van de leeuwen is van Gelderland en de ander is van Gulik. De hertogen van Gelre waren sinds 1393 ook de hertogen van Gulik.
Op een zegel uit 1570 wordt het wapen niet door de keizerskroon gedekt maar door een toernooihelm. De keizerskroon dekt de toernooihelm, de kroon lijkt op de hedendaagse keizerskroon van Amsterdam.
In 1953 is het wapen deels aangepast naar hoe het in vroeger tijden is geweest. Men is echter vergeten ook de kleuren van de adelaar te corrigeren. De adelaar had dezelfde kleuren moeten hebben zoals de rijksadelaar van Duitsland. Dat is een zwarte adelaar met rode snavel en nagels. Tot op heden is dit niet gecorrigeerd.

## Blazoenering
Het blazoenering van het wapen van Nijmegen is voor het eerst toegekend op 20 juli 1816. Het tweede en meest recente blazoen is van 7 augustus 1953 voor dit blazoen zijn een aantal zaken veranderd naar de meer historisch correcte weergave. 
Het meest recente beschrijving luidt als volgt: 
In goud een dubbele adelaar van sabel, op de borst in een hartschild van azuur een dubbelstaartige leeuw van goud, gekroond met een kroon van goud van 3 bladeren en 2 paarlen, getongd en genageld van keel. Het schild gedekt met een keizerskroon van goud, gevoerd van keel, en vastgehouden ter rechterzijde door een leeuw van goud, en ter linkerzijde door een leeuw van sabel, beide getongd en genageld van keel.
Het wapen toont een zwarte dubbele adelaar op een veld van goud. De adelaar heeft op de borst een zogenaamd hartschild van azuur (blauw) met een gouden leeuw met een kroon met 3 bladeren en 2 parels er tussen. De tong en nagels van deze leeuw zijn rood van kleur. Het wapenschild wordt gedekt door een gouden keizerskroon, rood gevoerd en aan beide zijdes gehouden door een leeuw. Het wapen heeft twee schildhouders in de vorm van leeuwen. De heraldisch rechter leeuw is goud en de linker leeuw is zwart, beide hebben rode tong en nagels.

### Keizerskroon
Nijmegen is een van de tien Nederlandse gemeenten die een keizerskroon in hun wapen voeren. De dubbele adelaar in combinatie met de keizerskroon herinnert eraan dat Nijmegen een vrije rijksstad van het Heilige Roomse Rijk was. De kroon is reeds in 1572 gevoerd, in die tijd nog op een ridderhelm. Volgens de officiële beschrijving is de kroon rood gevoerd, echter de meeste bekende afbeeldingen van het wapen tonen (foutief) een blauwe keizerskroon. Het Nijmeegse wapen zou eigenlijk een Rudolfinische keizerskroon moeten voeren, een kroon zoals die op het wapen van Amsterdam gevoerd wordt. Deze correctie werd niet opgenomen in de wijziging van 1953. In 1972 werd wederom een poging ondernomen tot correctie, uiteindelijk zag men daarvan af, omdat het wapen al sinds lange tijd als zodanig is gevoerd.
Van de tien Nederlandse kronen zijn er negen rood, te weten die van: Amsterdam, Bolsward, Deventer, Hulst, Kampen, Middelburg, Tiel en Zwolle. Alleen de kroon Medemblik is van azuur (blauw). 